# Übereinkommen von Barcelona

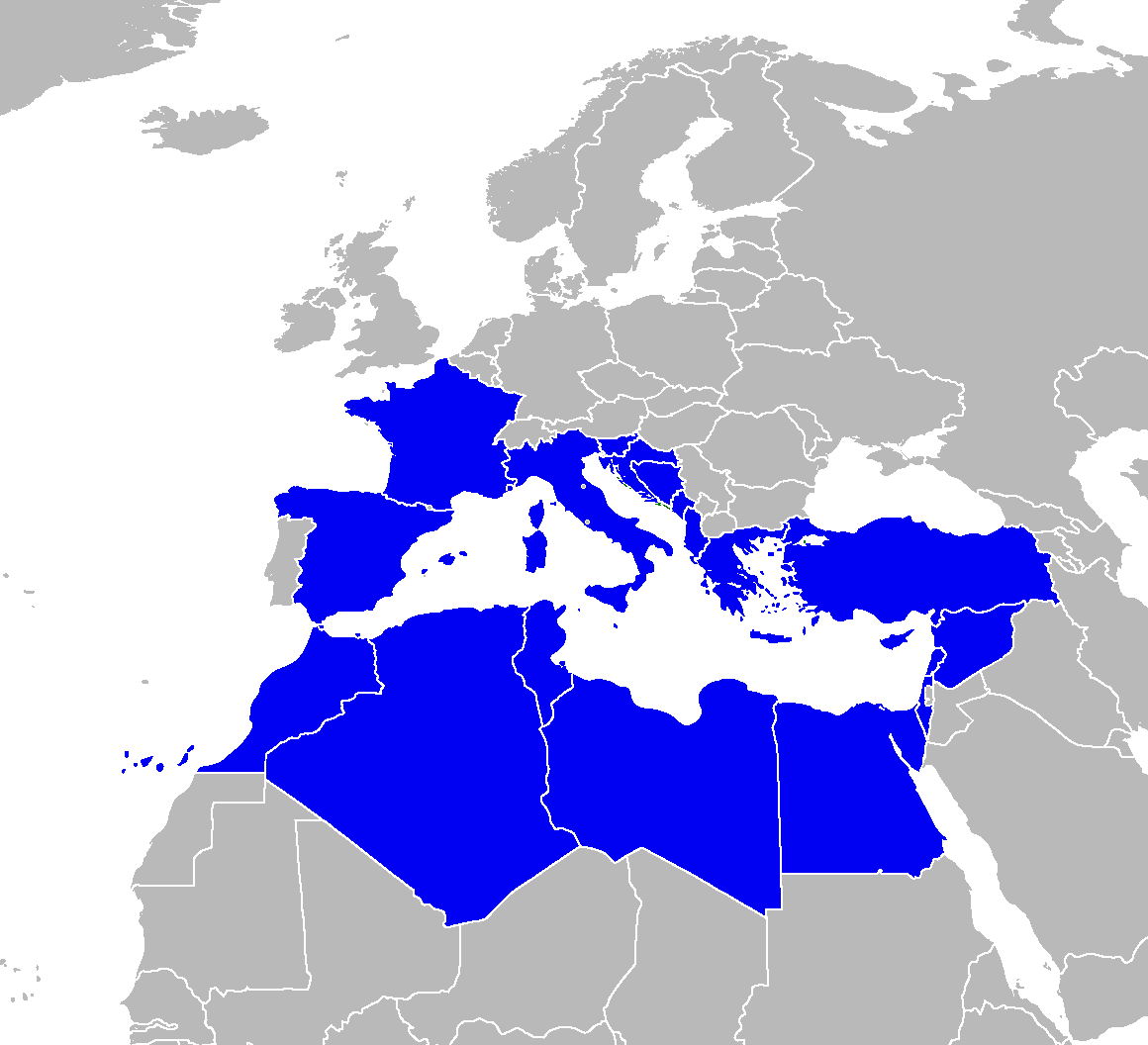
Die Mitgliedsstaaten der Barcelona-Konvention (Europäische Gemeinschaft nicht hervorgehoben)

Das Übereinkommen zum Schutz des Mittelmeers vor Verschmutzung (englisch Barcelona Convention for Protection against Pollution in the Mediterranean Sea) wurde 1976 von 14 Staaten, sowie der Europäischen Union in Barcelona unterzeichnet und wird daher auch als Übereinkommen von Barcelona oder Barcelona-Konvention bezeichnet. Das Regelwerk trat am 12. Februar 1978 in Kraft und wurde 1995 überarbeitet und erneut von allen Vertragspartnern unterzeichnet.
Die Konvention gehört zusammen mit seinen Protokollen und dem Mediterranean Action Plan zu dem Regional Seas Programme des Umweltprogramms der Vereinten Nationen (UNEP).

## Ziele
Die Barcelona-Konvention hat zum Ziel, die Verschmutzung des Mittelmeers durch den Luft- und Schiffsverkehr sowie durch Einrichtungen auf dem Festland zu verhindern beziehungsweise einzudämmen. Die Schwerpunkte liegen bei der Verklappung, Abwassereinleitung und Schadstoffversickerung. Die Unterzeichner erklären sich bereit im Falle eines Notfalls, der die Umwelt bedroht, im Rahmen der Überwachung und in der Forschung zu kooperieren und sich gegenseitig Hilfe zu leisten.

## Die Protokolle
Die Umsetzung der Barcelona erfolgt in erster Linie über mehrere Protokolle:
- Protokoll zur Verhütung der Verschmutzung des Mittelmeers durch das Einbringen durch Schiffe und Luftfahrzeuge
- Protokoll über die Zusammenarbeit bei der Bekämpfung der Verschmutzung des Mittelmeers durch Öl und andere Schadstoffe in Notfällen
- Protokoll über den Schutz des Mittelmeers gegen Verschmutzung vom Lande aus
- Protokoll über die besonderen Schutzgebiete und die biologische Vielfalt des Mittelmeers
- Protokoll über die Zusammenarbeit bei der Vermeidung der Verschmutzung durch Schiffe und bei der Bekämpfung der Verschmutzung des Mittelmeers in Notfällen
- Protokoll über integriertes Küstenzonenmanagement im Mittelmeerraum

## Vertragsstaaten
Albanien, Algerien, Bosnien-Herzegowina, Zypern, Kroatien, Ägypten, Spanien, Frankreich, Griechenland, Israel, Italien, Libanon, Libyen, Malta, Marokko, Monaco, Montenegro, Slowenien, Syrien, Tunesien, Türkei und die Europäische Gemeinschaft haben die Konvention unterzeichnet. Der Stand der Ratifizierung der einzelnen Protokolle ist jedoch von Land zu Land sehr unterschiedlich.